# 951
Раннє Середньовіччя  •  Епоха вікінгів  •  Золота доба ісламу  •  Реконкіста

## Геополітична ситуація
У Візантії правив Костянтин VII Багрянородний. 
Західним Франкським королівством править Людовик IV Заморський, Східним Франкським королівством — Оттон I, оголошений також королем лангобардів.
Північ Італії належить Італійському королівству, середню частину займає Папська область, герцогства на південь від Римської області незалежні, деякі області на півночі та на півдні належать Візантії, інші окупували сарацини. Південь Піренейського півострова займає Кордовський халіфат, у якому править Абд Ар-Рахман III. Північну частину півострова займають королівство Астурія і королівство Галісія та королівство Леон під правлінням Ордоньйо III.
Королівство Англія очолює Едред.
Існують слов'янські держави: Перше Болгарське царство, де править цар Петро I, Богемія, Моравія, Хорватія, королем якої є Михайло Крешимир II, Київська Русь, де править княгиня Ольга. Паннонію окупували мадяри, у яких ще не було єдиного правителя.
Аббасидський халіфат очолює аль-Муті, в Іфрикії владу утримують Фатіміди, в Середній Азії — Саманіди. У Китаї триває період п'яти династій і десяти держав. Значними державами Індії є Пала, держава Раштракутів, Пратіхара, Чола. В Японії триває період Хей'ан. На північ від Каспійського та Азовського морів існує Хозарський каганат.

## Події
- Оттон I Великий вторгся в Італію і коронувався на короля лангобардів. Він визволив захоплену Беренгаром II дружину колишнього італійського короля Лотара II Аделаїду й одружився з нею.
- Мадяри пройшли північ Італії, вторглися в Аквітанію і спустошили її.
- Королем Астурії та Леону став після смерті Раміро II Ордоньйо III.
- Чорний камінь після довгої перерви повернуто в Каабу в Мецці.
- У Китаї засновано династію Пізня Чжоу внаслідок бунту китайців на чолі з Го Веєм проти династії Пізня Хань, в якій заправляли тюрки з племені шато.
- Шато утворили державу Північна Хань.
- Держава Південна Тан поглинула державу Чу.
- Лютеція змінила назву й стала Парижем.